# Evžen Jegorov
Evžen Jegorov, auch Eugen Jegorov, (* 9. Oktober 1937 in Prag; † 28. Dezember 1992 ebenda) war ein tschechischer Schauspieler und Jazzmusiker (Saxophon, Klarinette).

## Wirken
Jegorov spielte in den 1960er Jahren unter anderem im Ferdinand Havlík Orchestra bzw. der Swing Band Ferdinanda Havlíka, aber auch in Laco Deczis Jazz Celula, im Orchestr Divadla Semafor und bei den Prague Jazz Soloists, mit denen Alben entstanden. Im Traditional Jazz Studio und im Modern Jazz Quintet trat auch er im Reduta Jazz Club auf. 1969 gastierte er mit dem Jazz Sanatorium Praha beim Montreux Jazz Festival.
Besonders durch seine Rolle als Vater von Adam Bernau in der tschechoslowakischen TV-Serie Die Besucher (1983) erlangte er Bekanntheit beim deutschen Publikum. Er hatte auch mehrere Auftritte in der Pan Tau-Serie und verkörperte Nebenrollen in Kinderserien wie Die Märchenbraut. In mehreren Filmen spielte er Saxophon oder Klarinette.